# Ruinele (film)
Ruinele (titlu original: The Ruins) este un film americano-australian din 2008 regizat de Carter Smith. Este creat în genurile supranatural de groază. Rolurile principale au fost interpretate de actorii Jonathan Tucker, Jena Malone, Shawn Ashmore, Laura Ramsey și Joe Anderson. Scenariul este scris de Scott B. Smith pe baza romanului său omonim, The Ruins.  

## Prezentare
Două cupluri de tineri americani - Jeff (Jonathan Tucker) și Amy (Jena Malone), Eric (Shawn Ashmore) și Stacy (Laura Ramsey) - se bucură de vacanța lor în Mexic. Ei se întâlnesc cu Mathias (Joe Anderson), un turist german care îl caută pe fratele său Heinrich. Ultimul loc în care ar fi fost este un site arheologic îndepărtat din junglă cu ruine mayașe. Acestora li se alătură Dimitri (Dimitri Baveas), prietenul lui Mathias. Grupul ajunge la ruinele unui templu mayaș și se confruntă cu sătenii mayași care au arme și arcuri. Mathias încearcă să le explice ce caută, dar sătenii nu înțeleg limba spaniolă sau engleza. Când Amy atinge accidental niște tulpini de viță de vie, sătenii devin din ce în ce mai agitați. Dimitri se apropie de săteni, sperând să-i liniștească, dar aceștia trag în el și îl ucid. Restul grupului fuge spre treptele ruinelor...

## Distribuție
- Jena Malone  - Amy
- Jonathan Tucker - Jeff McIntire
- Laura Ramsey - Stacy
- Shawn Ashmore - Eric
- Joe Anderson - Mathias
- Dimitri Baveas - Dimitri
- Jesse Ramirez - Mayan
- Jordan Patrick Smith - Heinrich
- Karen Strassman - Efecte vocale speciale

## Producție
Filmările au avut loc în  Queensland, Australia. Cheltuielile de producție s-au ridicat la 8 milioane $.

## Lansare și primire
A fost lansat în SUA la 4 aprilie 2008 și avut încasări de 22,3 milioane $ în toată lumea.